# Satureja hortensis
Satureja hortensis L.) es la más conocida de las especies de Satureja.  Es una planta anual, similar en uso y en sabor a la perenne Satureja montana. Se conoce coloquialmente como satureja de jardín, saborija, calamentola o  ajedrea de jardín.

## Descripción
Esta hierba tiene flores lilas tubulares, que abren de julio a septiembre.

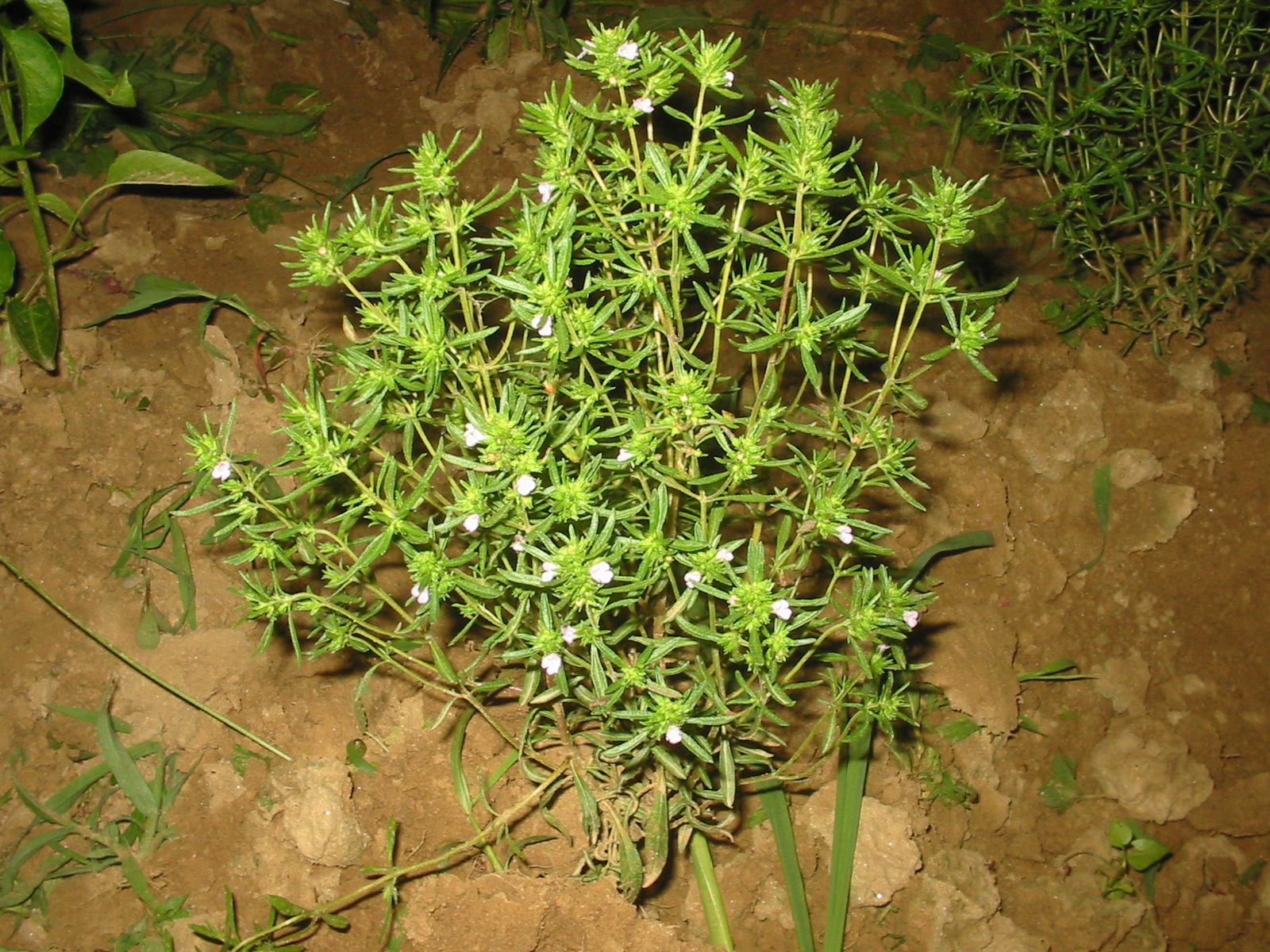
La jedrea de jardín.

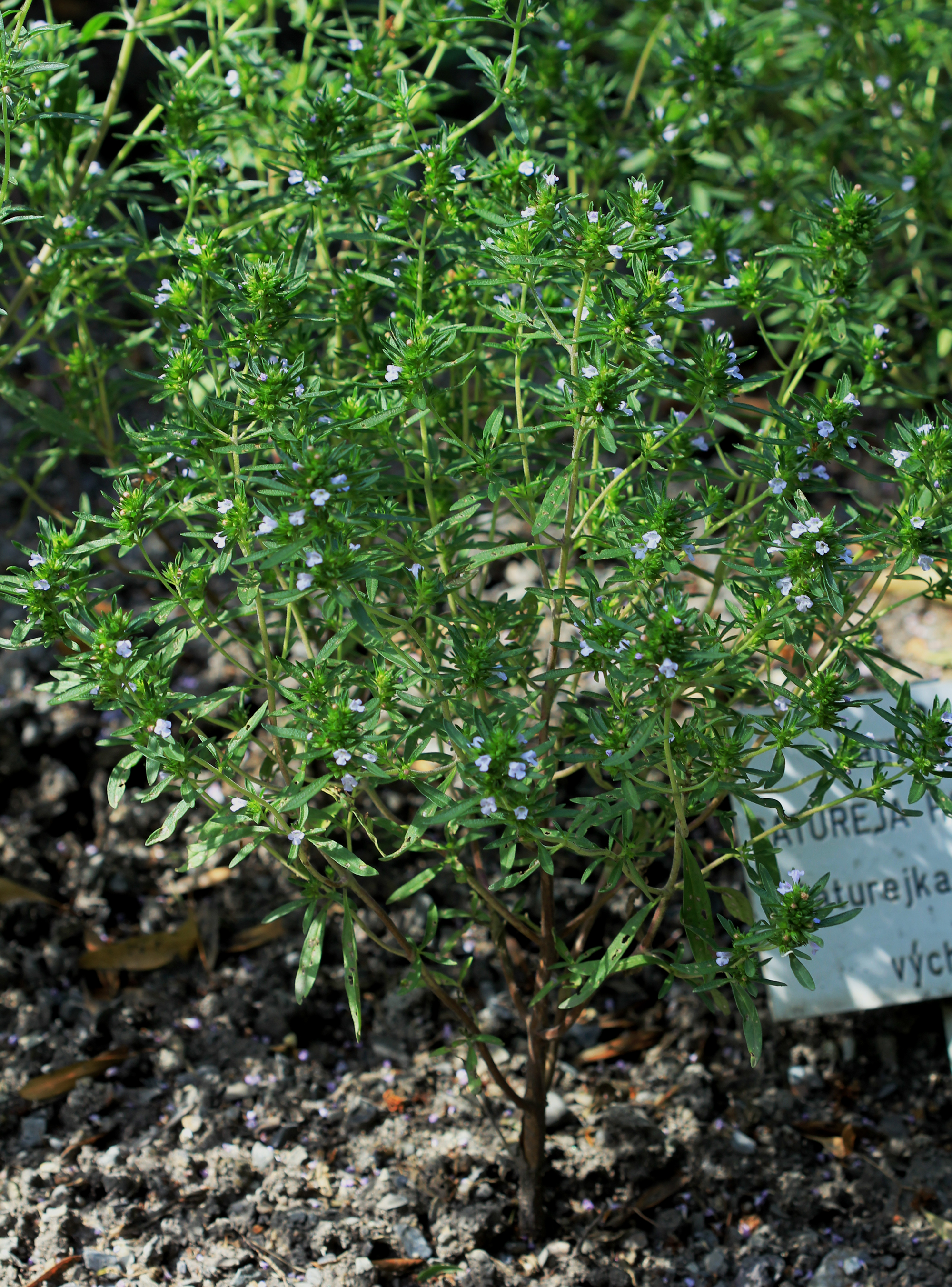
Vista de la planta

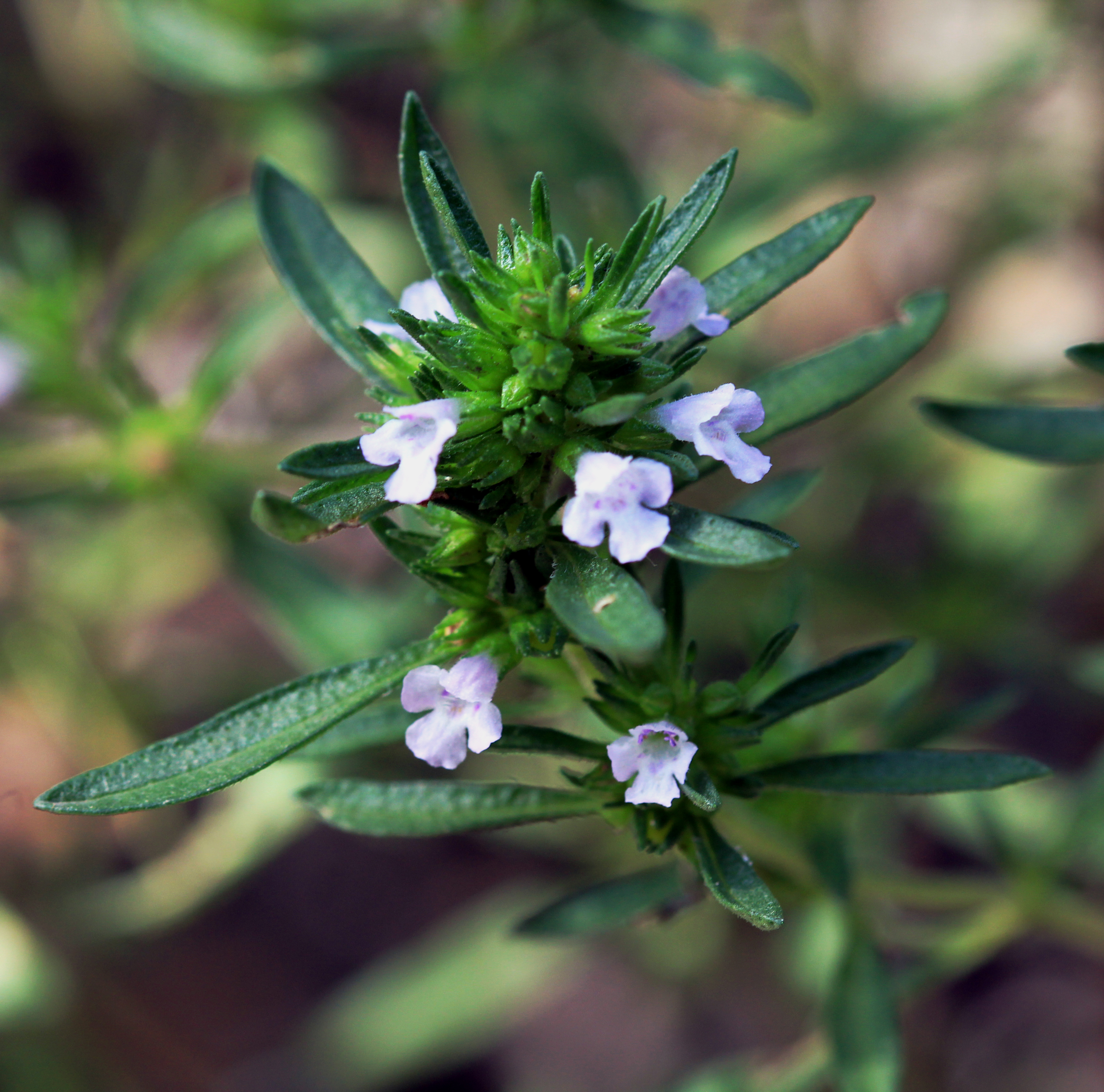
Flores

Alcanza los 30 a 60 cm de altura, y tiene hojas muy finas de un color verde bronceado. Toda la planta está cubierta de unos pelillos cortos.
Los jardineros que deseen cultivar esta planta deberán sembrarla entre finales de invierno y primavera, a 1,5 mm de profundidad en buena sementera de compost.  La germinación usualmente necesita de 14 a 21 días a 18-20 °C.  Al alcanzar el tamaño adecuado se deben trasplantar a un macetero de aproximadamente 7 centímetros de altura. Más tarde, al alcanzar los 40 centímetros de altura, se deben plantar en un suelo bien drenado, a pleno sol y una distancia de 38 cm. 
Se cosechan las hojas que se vayan a utilizar en agosto, que es el mejor mes.  El resto de las planta tiene suficientes semillas para que en la próxima primavera crezca una miríada de nuevas plantas. El número de frutos por planta es de unos 380.
Esta planta es preferida a la Satureja montana L., en la gastronomía, debido a su delicado aroma y dulzor. Es muy importante en la cocina búlgara, dando un fuerte y picante sabor a los platos más simples y más extravagante. En lugar de sal y pimienta, una tabla búlgara tendrá tres condimentos: sal, pimentón y satureja de jardín.  Cuando estas se mezclan se le llama sharena sol (sal colorida).
La Satureja hortensis es llamada cimbru  en el idioma rumano  y se usa en la cocina rumana, especialmente en los platos de alubias o lentejas, pero también en carnes o Sarmale (rollos disecados de repollo).

## Multiplicación
"Por semilla. El peso medio de 1.000 semillas es de 0.65 g y su poder germinativo, en laboratorio, a uno temperatura media de 20 °C y en 18 días, es del 80%.
La cantidad de semilla necesario para sembrar una directamente, es de 2 a 3 kg. Dado el reducido tamaño de las semillas, es conveniente mezclarlas con arena fina o con harina de maíz, antes de efectuar la siembra, para su mejor distribución. 
La siembra directa se hace en abril o mayo, cuando no haya peligro de heladas tardías. Se siembra muy superficialmente en un terreno bien preparado, alisado y desmenuzado. 
La nascencia tiene lugar unos 15 días después de la siembra."

## Historia
El uso medicinal de la Satureja hortensis es viejo, como lo demuestra su presencia en la Capitulare de villis vel curtis imperii, una orden emitida por Carlomagno que reclama a sus campos para que cultiven una serie de hierbas y condimentos incluyendo "satureiam" identificada actualmente como Satureja hortensis.

## Usos medicinales
Es antiséptico, astringente, calorífero, con sabor a pimienta; con elevado contenido de carvacrol.
Se emplea para suplir la falta de jugo gástrico, contra los parásitos intestinales, la gota, el reumatismo, las dolencias bronquiales, la impotencia y la frigidez.
Es, también, un buen desinfectante bucal, al hacerse gárgaras con tisana de jedrea. 
Externamente se usa en baños, contra afecciones cutáneas.

## Taxonomía
Satureja hortensis fue descrita por Carlos Linneo y publicado en Species Plantarum 2: 568. 1753.
Etimología
Satureja: nombre genérico que deriva del nombre en latín de la sabrosa hierba que era bien conocido por los antiguos, y que fue recomendado por Virgilio como un árbol mielífero excelente para plantar alrededor de las colmenas.
hortensis: epíteto latíno que significa "de los jardines"
Sinonimia
- Clinopodium hortense (L.) Kuntze
- Clinopodium pachyphyllum (K.Koch) Kuntze
- Satureja altaica Boriss.
- Satureja brachiata Stokes
- Satureja filicaulis Schott ex Boiss.
- Satureja laxiflora subsp. zuvandica (D.A.Kapan.) D.A.Kapan.
- Satureja litwinowii Schmalh. ex Lipsky
- Satureja officinarum Crantz
- Satureja pachyphylla K.Koch'
- Satureja viminea Burm.f.
- Satureja zuvandica D.A.Kapan.
- Thymus cunila E.H.L.Krause[5]

## Nombres comunes
- Castellano: ajedrea de jardín, ajedrea, ajedrea blanca, ajedrea común, ajedrea de jardín, ajedrea tapizante,[6] albahaca de tomillo, aljedrea, calamento blanco, hisopillo, hisopo montesino, jedrea, saborea, saborija, saturejia, satureya, thymo de los antiguos, tomillo real, xedrea.[7]

- Castellano: Hierba olivera
- Catalán: Saborija
- Gallego: Saturagón
- Vasco: Azitrail
- Francés: Sarriette des jardins
- Inglés: Summer savory
- Alemán: Bohnenkraut
- Italiano: Santoreggia